# Dianella tarda
Dianella tarda là một loài thực vật có hoa trong họ Thích diệp thụ. Loài này được Horsfall & G.W.Carr miêu tả khoa học đầu tiên năm 1995.